# فرودگاه شهدای طبس
فرودگاه شهدای طبس فرودگاهی داخلی است که در شهر طبس در کشور ایران قرار دارد.این فرودگاه در سال ۱۳۷۲ هجری شمسی افتتاح شد. البته فرودگاه دو سال پس از افتتاح رسمی و در سال ۱۳۷۴ شروع به کار کرد. فرودگاه شهدای طبس 2251 فوت ارتفاع از سطح دریا دارد و مساحت آن 681 هکتار است و در شمال شهر طبس واقع شده است و حدود 5/7 کیلومتر از شهر فاصله دارد. در تقسیم‌بندی فرودگاه‌های کشور فرودگاه شهدای طبس به‌عنوان فرودگاهی کشوری، برای انجام پروازهای تجاری برگزیده شد همچنین به علت عدم وجود ترافیک هوایی سنگین در این فرودگاه در کنار شرایط جغرافیایی و عدم وجود موانع طبیعی اثرگذار در نزدیکی آن جهت انجام پروازهای آموزشی و در موارد نظامی نیز مورد استفاده قرار می‌گیرد. فرودگاه طبس یک پایانه مسافری مجهز با غرفه‌های تجاری، رستوران، بوفه و خودپرداز دارد. در حال حاضر از فرودگاه شهدای طبس فقط هفته ای سه تا چهار  روز برای پذیرش و اعزام پرواز به فرودگاه مهرآباد تهران استفاده می شود. شرکتهای هواپیمایی ماهان و پارس ایر در طول هفته پروازهای رفت و برگشت این فرودگاه به مقصد فرودگاه مهرآباد تهران را انجام می دهند‌ 
در سال ۲۰۱۶ میلادی ۱۹۶ نشست و برخاست هواپیما در این فرودگاه انجام شد و ۹٬۱۱۹ نفر مسافر و ۶۸٬۵۷۴ کیلوگرم بار از طریق آن جابجا شدند.

## شرکت‌های هواپیمایی و مقصدهای پروازی
| شرکت‌های هواپیمایی          | مقصدهای پروازی       |
| -------------------------- | -------------------- |
| هواپیمایی ماهان            | مهرآباد              |
| هواپیمایی پارس             | مهرآباد              |
| هواپیمایی هسا (سپاهان ایر) | مهرآباد (تعلیق‌یافته) |